# Giovanni Agostino da Lodi

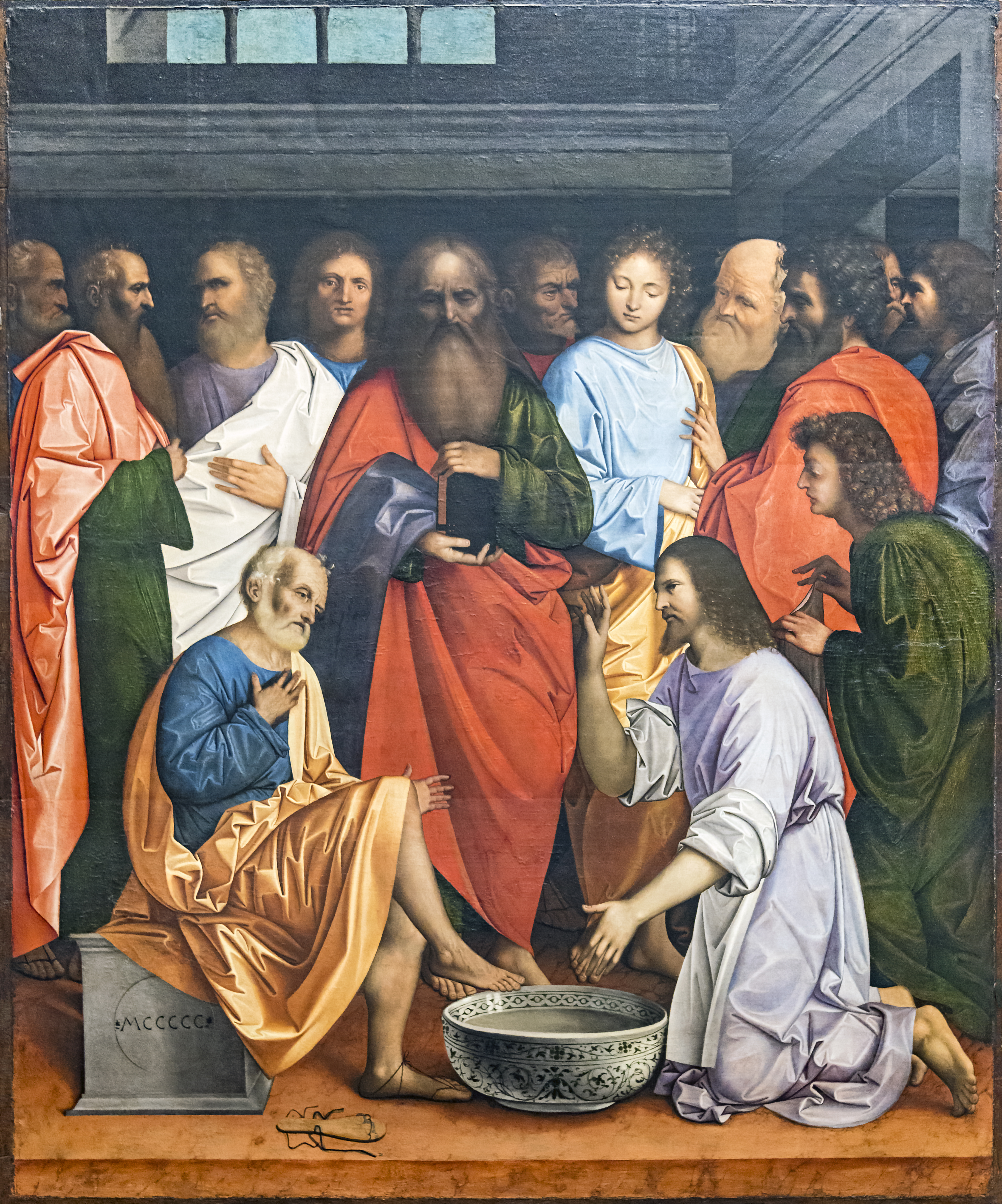
Giovanni Agostino da Lodi, Fußwaschung, 1500, Venedig, Gallerie dell’Accademia

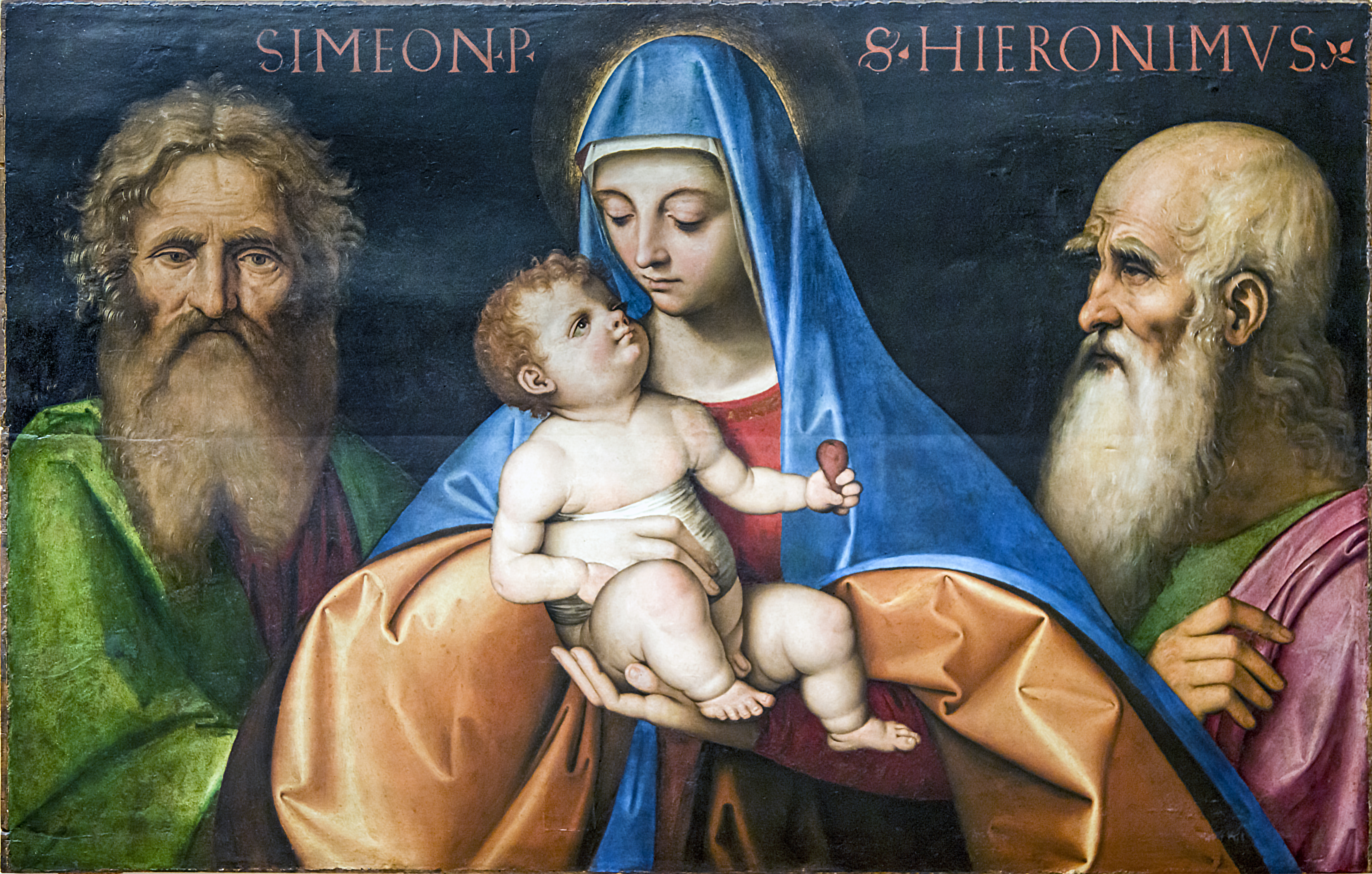
Madonna mit Kind und den heiligen Simeon und Hieronymus, Gallerie dell’Accademia, Venedig

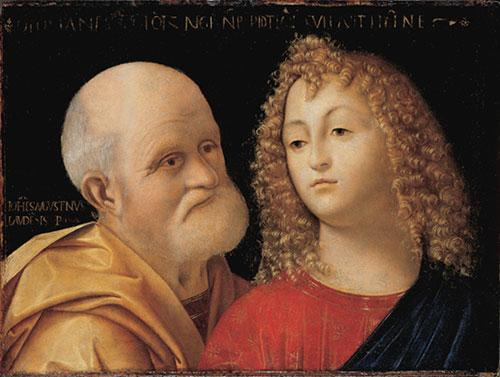
Der Meister und der junge Lernende, Mailand, Pinacoteca di Brera

Giovanni Agostino da Lodi (* um 1470 in Lodi; † nach 1515 ebenda) war ein italienischer Maler der Renaissance. Er arbeitete im Umkreis von Bramantino, der auch von der Art und Weise von Leonardo da Vinci und Giorgione beeinflusst wurde.

## Leben
Giovanni Agostino zeichnet sich durch die Einzigartigkeit seiner Sprache und seine Bewegungen zwischen der Lombardei und dem Veneto aus und wird zu einer der wichtigsten Quellen für die Verbreitung der Mailänder Neuerungen in Venedig. So entstand seine Persönlichkeit unter dem Namen Pseudo-Boccaccino, einem anonymen Maler der lombardischen Kultur, der im letzten Jahrzehnt des 15. Jahrhunderts tätig war. Es ist das Verdienst von Franco Moro, die Identifizierung von Pseudo-Boccaccino mit Giovanni Agostino da Lodi bestätigt und seine künstlerische Persönlichkeit und seinen zeitlichen Werdegang geklärt zu haben, indem er ihn mit Bramantino und Leonardo nach Mailand und mit Giovanni Bellini, Giorgione und Albrecht Dürer während seines Aufenthalts im Jahr 1506 nach Venedig brachte.
Seine Kunst zeichnet sich durch eine einzigartige Sprache und eine besondere Aufmerksamkeit für die Natur und die Landschaft aus, die er mit Notationen voller harter Effekte und voller Spannung darstellt. Sein Stil ist sofort extravagant und antiklassisch und zeigt sich deutlich in Werken wie der Pala dei Barcaioli in der Kirche San Pietro Martire in Murano, die in die Mitte des letzten Jahrzehnts des 15. Jahrhunderts datiert werden kann: nach dem Vorbild anderer Venezianer Sakrale Gespräche mit bewusster Kühnheit in der Verwendung der Perspektive. In dem kleinen Gemälde Petrus und Johannes der Evangelist, das in der Pinacoteca di Brera aufbewahrt wird (sein einziges signiertes Werk), sind lombardische Elemente zu erkennen, die von Bramantino und Leonardo da Vinci abgeleitet sind, sowie deutsche Lösungen bei der Wiedergabe von Details (von denen er Jacopo de’ Barbari als Vermittler zur Kunst von Albrecht Dürer kennengelernt haben soll, in Venedig in den Jahren 1494 und 1506). Schon der Kunstkritiker Giulio Bora bezweifelte, dass es sich bei dem Gemälde um zwei Heilige handelte, aber erst nach der Restaurierung im Jahr 2007 ist man sich sicher, dass das Werk einen anderen Titel tragen muss. In der Tat erschien eine Inschrift in Latein, die auf Italienisch lautet: Der Meister hat dem jungen Maler nicht im Geringsten verboten, ihn zu übertreffen. Die kleine Tafel könnte eine Hommage von Giovanni Agostino an den Meister Leonardo sein.
Das erste Gemälde, in dem Leonardos Elemente vorherrschend werden, ist die Lavanda dei piedi in der Gallerie dell’Accademia in Venedig, hier ist eine profunde Kenntnis der Sprache des toskanischen Meisters während eines Aufenthalts in Mailand im Jahre 1499 bekannt; Giovanni Agostinos Rückkehr an die Lagune (nach dem Sturz von Ludovico il Moro im selben Jahr) könnte im Gefolge Leonardos stattgefunden haben. Mit dem Lavanda wird der Einzug des Leonardismus in Venedig sanktioniert. In den folgenden Jahren meditiert Giovanni Agostino über die Landschaft, wobei er sich an den zeitgenössischen Erfindungen von Giorgione orientiert. Um 1506 kehrte er nach Mailand zurück, vielleicht angezogen von der Rückkehr Leonardos (in der Stadt von 1506 bis 1513). Sein Mäzenatentum war überwiegend privat, seine meist kleinformatigen Gemälde sind von einem kontinuierlichen und hochgeschätzten Experimentalismus durchdrungen.
Im Jahr 1510 lebte er in der Pfarrei Santo Stefano in Brolo in Mailand, im Jahr darauf in der Pfarrei Sant’Eufemia in der Nähe der Porta Romana. Seine Werke für die Certosa di Pavia, die heute in verschiedenen Museen und Sammlungen verstreut sind, stammen möglicherweise aus diesen Jahren. In diesen Mailänder Jahren bringt er all jene Eigenschaften zum Ausdruck, die ihn zu einem der Stammväter jener Strömung des experimentellen und nordisierenden Antiklassizismus machen, die sich in den 1520er Jahren in der Po-Ebene, in Städten wie Cremona, Brescia, Lodi zusammen mit Romanino, Boccaccio Boccaccino, Altobello Melone ausbreitet. Große kompositorische Freiheit, hochgradig aufgeladene leonardeske Typologien, intensive Ausdruckskraft und Leichtigkeit der Ausführung sind die Merkmale seines voll ausgereiften Stils, der in Werken wie dem Altarbild des Gerenzano-Oratoriums erkennbar ist.
Das letzte Werk seiner Karriere scheint das Polyptychon für die Kirche Santa Maria della Pace in Mailand zu sein, das in Zusammenarbeit mit Marco d’Oggiono entstand. Obwohl die meisten Tafeln verloren gegangen sind, zeigen die erhaltenen (die in der Pinacoteca di Brera aufbewahrt werden) einen ungewöhnlichen Erfindungsreichtum.

## Hauptwerke
- Santi Giovanni Battista e Girolamo, Venedig, Kirche Santo Stefano
- Die Absetzung Christi, Poznań, Nationalmuseum (Posen)
- Ankündigungsengel und Sitzender Evangelist, Berlin, Gemäldegalerie (Berlin)
- Madonna mit Kind und zwei Gläubigen, Neapel, Museo di Capodimonte
- Fußwaschung, 1500, Venedig, Gallerie dell’Accademia
- Madonna mit Kind und den Heiligen Simeon und Hieronymus, 1500, Venedig, Gallerie dell’Accademia
- Altarretabel des Seglers, 1500 circa, Murano, Kirche San Pietro Martire
- Die Geburt, Allentown (Pennsylvania), Allentown Art Museum
- Pan und Siringa und Ladone und Siringa, Madrid, Museo Thyssen-Bornemisza
- Abendessen in Emmaus, Privatsammlung
- Heilige Familie, Paris, Louvre
- Die heiligen Maria Magdalena und Martha, Verona, Museo di Castelvecchio
- Madonna und Kind mit dem heiligen SebastianMurano, Modena, Galleria Estense
- Pietà mit dem Heiligen Hieronymus und dem Stifter, Venedig, Ca’ d’Oro
- Die Taufe Christi, Mailand, Pinacoteca di Brera
- Madonna und Kind mit einem Engel, Gazzada Schianno, Museum von Villa Cagnola
- Anbetung der Heiligen Drei Könige, 1510–1512 circa, PKB Privat Kredit Bank, Lugano-Ginevra-Zurigo
- Madonna mit Kind und den Heiligen Johannes dem Täufer, Petrus, Jakobus und Paulus, 1512 circa, Gerenzano, chiesa di San Giacomo
- Die Präsentation im Tempel, 1515–1519 circa, Parma, Privatsammlung
- Arcangelo Gabriele annunciante e Assunzione della Vergine, 1519, Ascona, Kirche Santa Maria della Misericordia.